# Konstanty Moszyński

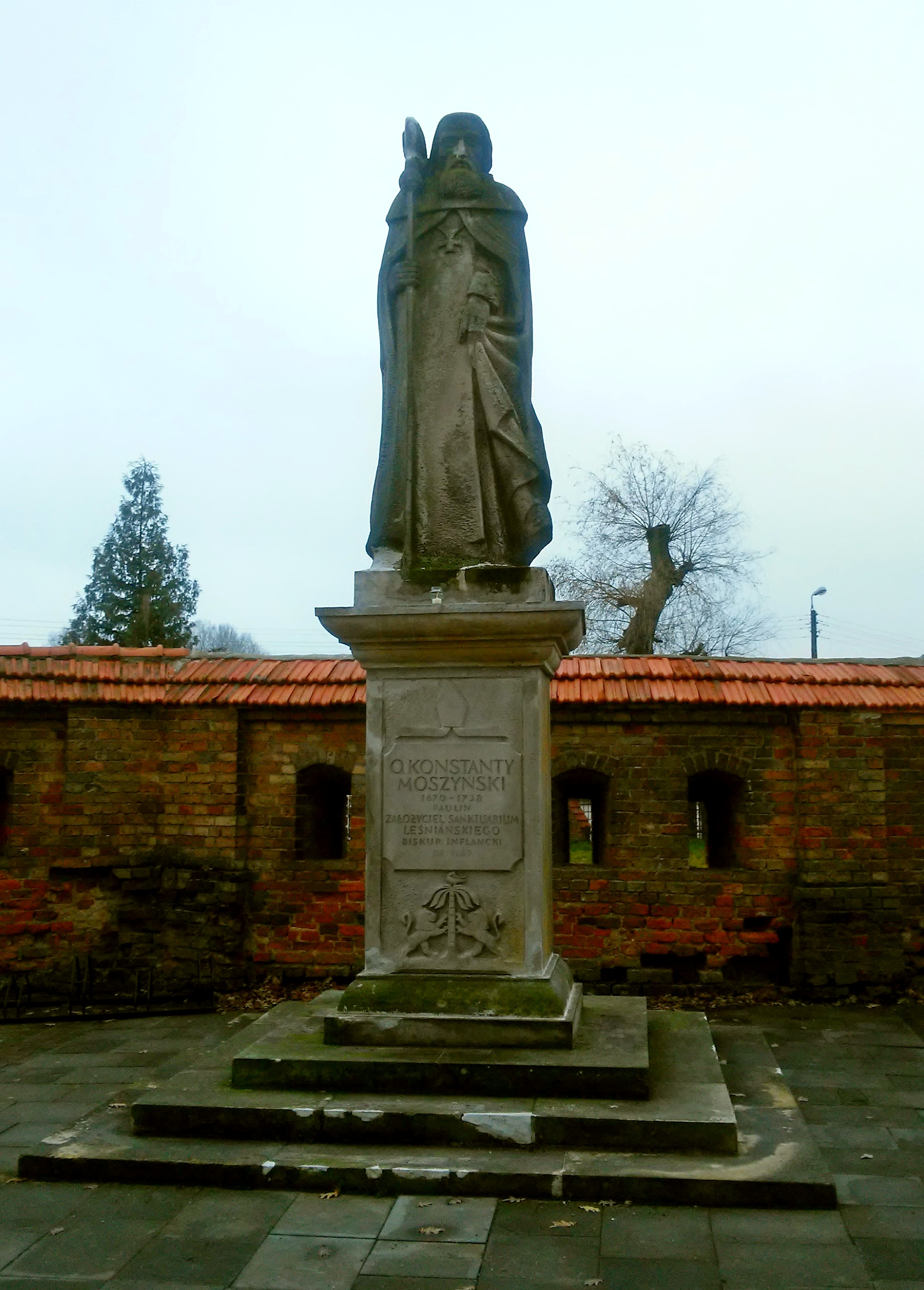
Pomnik Konstantego Moszyńskiego naprzeciw klasztoru w Leśnej Podlaskiej

Konstanty Moszyński herbu Łodzia (ur. w styczniu 1670 w Chełmnie, zm. 9 września 1738), duchowny katolicki, członek zakonu paulinów. Święcenia kapłańskie otrzymał 5 czerwca 1694.

## Życiorys
W latach 1706–1728 pięciokrotny prowincjał zakonu, za jego rządów odbyła się koronacja obrazu Matki Boskiej Częstochowskiej (1717). W 1729 nie przyjął nominacji królewskiej na biskupa chełmińskiego.
W 1733 mianowany biskupem inflanckim, na stałe rezydował we Wschowie, gdzie był proboszczem. Konsekrowany 15 sierpnia 1733 przez nuncjusza apostolskiego Camillo Paolucci. W 1733 roku podpisał elekcję Stanisława Leszczyńskiego.
10 lipca 1737 roku podpisał we Wschowie konkordat ze Stolicą Apostolską.